# Seth Rollins
Colby Lopez (Davenport (Iowa), 28 mei 1986), beter bekend onder zijn ringnaam Seth Rollins, is een Amerikaans professioneel worstelaar, die sinds 2010 actief is in de World Wrestling Entertainment. Rollins werd enorm populair als lid van de worstelgroep The Shield met Roman Reigns en Dean Ambrose.
Rollins is een tweevoudig WWE World Heavyweight Champion en is anno 2021 de enige professioneel worstelaar die het WWE World Heavyweight Championship en het WWE United States Championship samen heeft gedragen. Rollins veroverde tevens twee keer het WWE Universal Championship, won in januari 2019 de traditionele Royal Rumble  en was de inaugurele NXT Champion door, na de naamsverandering van het opleidingsprogramma FCW naar het huidige NXT, een "Gold Rush"-toernooi te winnen. Rollins was in 2014 winnaar van de Money in the Bank ladder match, waarna hij op 29 maart 2015 de headliner was bij het evenement WrestleMania 31.
Voorts is Rollins een tweevoudig WWE Intercontintental Champion en is anno 2021 een zesvoudig WWE Tag Team Champion, waarvan twee keer met Dean Ambrose als "The Shield"  en een keer met Braun Strowman. Rollins is de 19e Grand Slam Champion en 29e Triple Crown Champion in de geschiedenis van WWE.
Rollins is verloofd met de Ierse professioneel worstelaar Becky Lynch (Rebecca Knox).

## Professionele worstelcarrière (2005-heden)

### Onafhankelijk circuit & Ring of Honor (2005-2010)

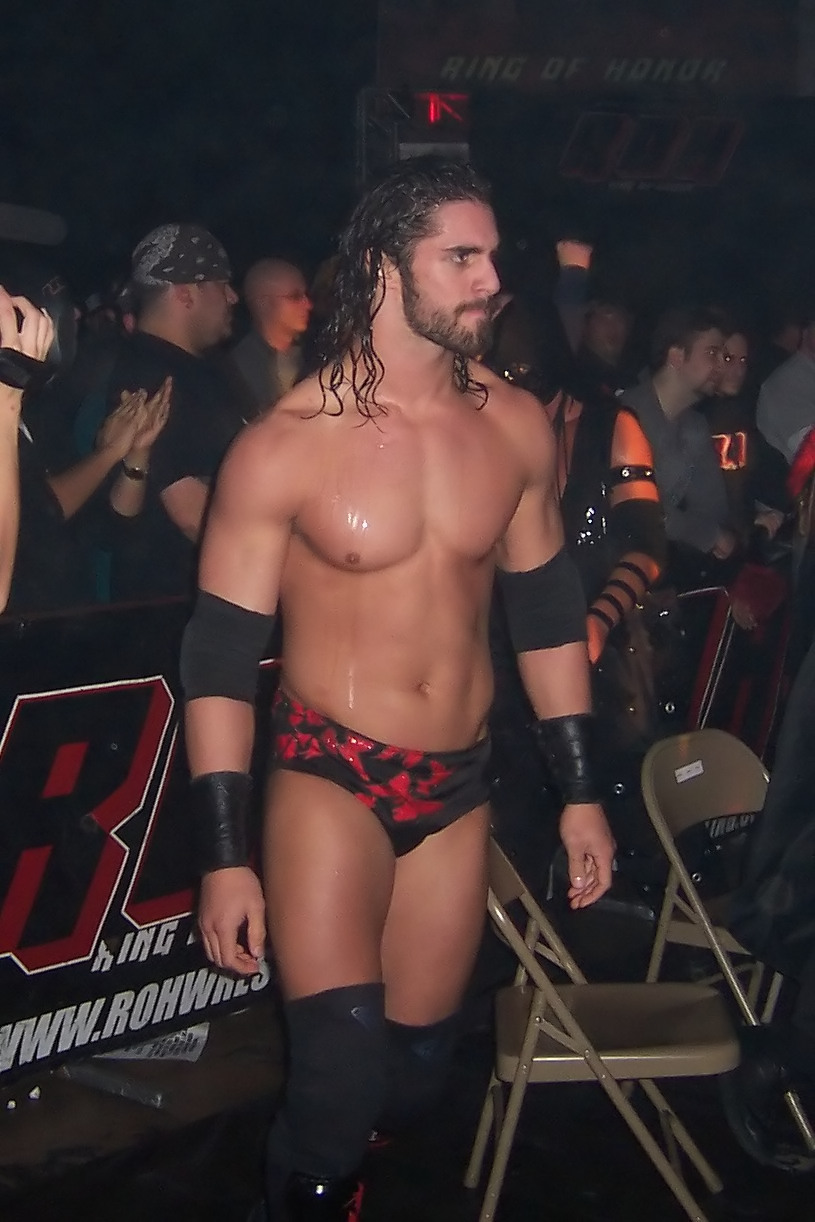
Lopez als "Tyler Black" in december 2008

In 2005 maakte Lopez officieel zijn debuut als professioneel worstelaar en begon te worstelen voor kleinere worstelpromoties zoals Scott County Wrestling (SCW). In september 2007 ondertekende Lopez een contract met Ring of Honor en worstelde onder de ringnaam Tyler Black. In die periode waren daar worstelaars actief als El Generico, Kevin Steen, Bryan Danielson en Claudio Castagnoli (later allemaal actief in WWE). Lopez bleef daar worstelen tot augustus 2010. Tijdens zijn ROH-periode won Lopez als "Tyler Black" één keer het 'ROH World Championship' en twee keer het 'ROH World Tag Team Championship'.

### World Wrestling Entertainment/WWE (2010-heden)

#### Opleiding (2010-2012)
Op 8 augustus 2010 ondertekende Lopez een opleidingscontract met World Wrestling Entertainment  en werd naar de Florida Championship Wrestling gestuurd, dat medio augustus 2012 door de WWE werd omgevormd tot NXT Wrestling. Het duurde niet zo heel lang vooraleer Lopez en anderen zoals Jon Moxley en Chris Hero (Kassius Ohno) als bescheiden worstelaars uit de onafhankelijke scène het programma NXT domineerden. Ze waren de grondpijlers voor het huidige NXT, de show opgericht door worstellegende Triple H. Tijdens zijn eerste maanden bij de FCW en NXT gebruikte Lopez nog zijn oude ringnaam "Tyler Black", maar veranderde deze al snel in Seth Rollins, zijn huidige ringnaam. Opvallend voor de periode 2012―2015 was zijn lange haarstijl, waarbij hij de helft van zijn haar blond liet kleuren. Rollins won diverse FCW-titels, waaronder het FCW Florida Heavyweight Championship. Eind augustus 2012 won Rollins het "Gold Rush NXT Championship"-toernooi door Jinder Mahal te verslaan in de finale. Rollins was op die manier de inaugurele NXT Champion.
Op 6 december 2012 verloor Rollins het NXT Championship aan Big E Langston.

#### The Shield (2012-2014)

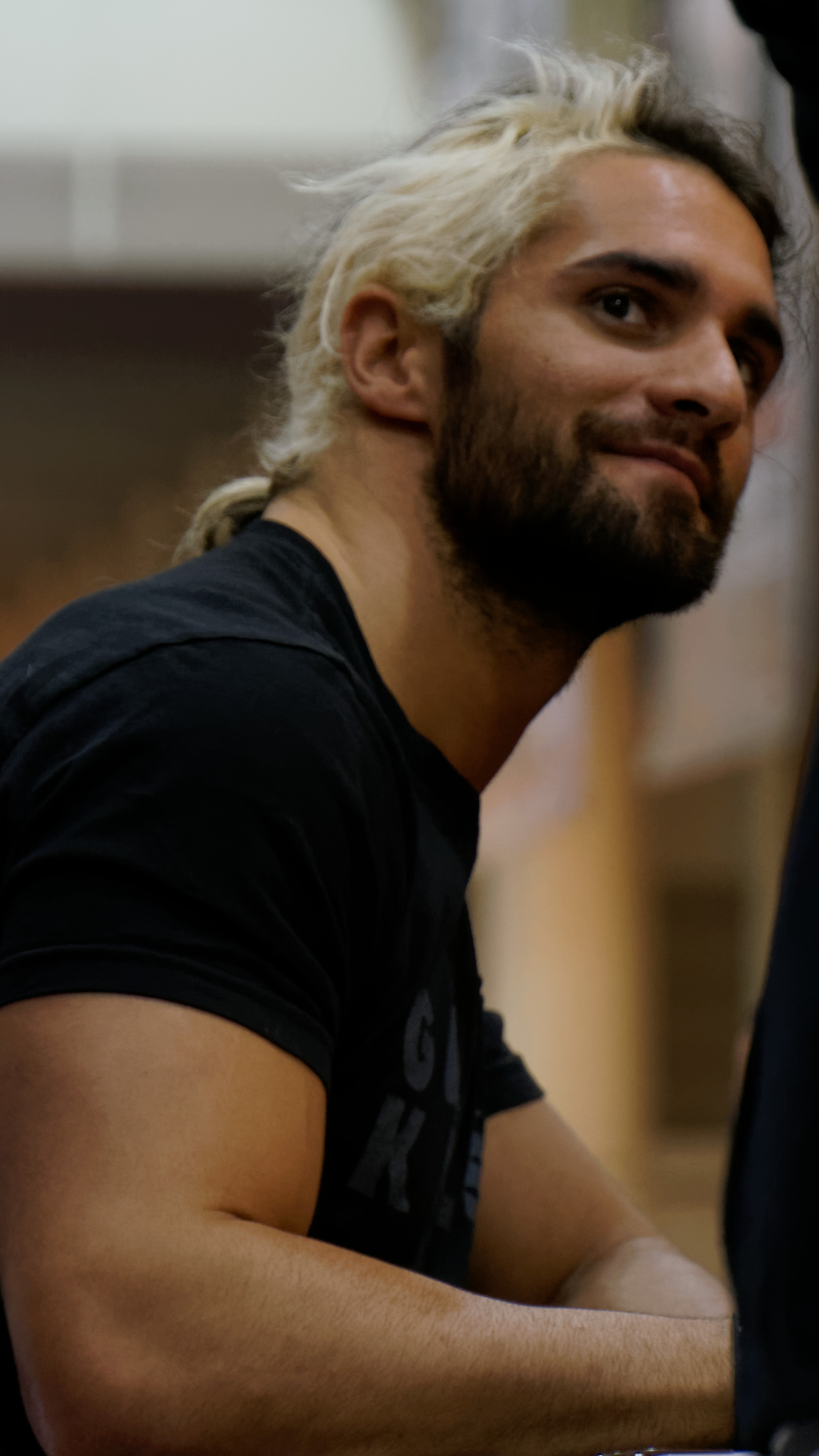
Rollins in 2014

Rollins maakte net als Dean Ambrose en Roman Reigns zijn mainstream-debuut bij een pay-per-viewevenement bij het evenement Survivor Series op 18 november 2012. Rollins, Reigns en Ambrose vielen Ryback aan en gooiden hem door de commentatorentafel heen. Een dag later verscheen het trio opnieuw en ze vielen Ryback aan en gooiden hem voor de tweede keer door de commentatorentafel heen. Het trio noemde zich op 26 november 2012 officieel The Shield. Zijn eerste pay-per-viewevenement als lid van "The Shield" had Rollins op 17 december 2012, met name bij het evenement Tables, Ladders and Chairs tegen Team Hell No (Daniel Bryan & Kane) en Ryback. Rollins, Reigns en Ambrose wonnen deze wedstrijd.
Op 19 mei 2013, bij het evenement Extreme Rules, veroverde Rollins met Reigns als "The Shield" het WWE Tag Team Championship door te winnen van "Team Hell No" (Bryan en Kane). Op 14 oktober 2013 verloren hij en Reigns het WWE Tag Team Championship aan Cody Rhodes en Goldust , nadat ze op 6 oktober 2013 ook van hun verloren bij het inaugurele evenement Battleground. Triple H, de (kayfabe) COO van WWE, wilde Rhodes en Goldust ontslaan. Volgens de verhaallijn behielden Rhodes en Goldust hun job met de overwinning tegen "The Shield".
Toen "The Shield" de Tag Team Champions waren, worstelden Rollins en Reigns ook tegen Randy Orton en Daniel Bryan (NB: zonder Dean Ambrose, die United States Champion was en het WWE Tag Team Championship links liet liggen ). Tegen Orton en Bryan wisten ze het WWE Tag Team Championship te behouden bij het inaugurele evenement Payback op 16 juni 2013. Als lid van "The Shield" worstelde Rollins twee keer bij WrestleMania. "The Shield" won beide wedstrijden; bij het evenement WrestleMania 29 versloegen ze Orton, Big Show en Sheamus  en bij het evenement WrestleMania XXX rekenden ze Kane en The New Age Outlaws ("The Road Dogg" Jesse James & "Mr. Ass" Billy Gunn) tot hun slachtoffers. Hun verloren wedstrijd tegen The Wyatt Family (Bray Wyatt, Luke Harper & Erick Rowan), bij het evenement Elimination Chamber op 23 februari 2014, werd een klassieker.

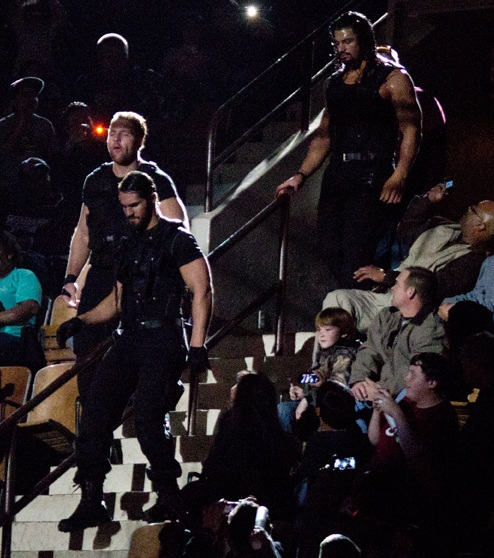
Rollins (vooraan), Dean Ambrose (achter Rollins) en Roman Reigns als The Shield

In het voorjaar van 2014 keerden Rollins, Reigns en Ambrose zich als "The Shield" tegen de (kayfabe) COO van WWE, Triple H, als zijn persoonlijke security. Aanvankelijk leidde deze verhaallijn tot de wedstrijd tegen Kane en The New Age Outlaws bij WrestleMania. Deze drie waren bondgenoten van Triple H (NB: Road Dogg en Gunn waren lid van D-Generation X, de groep van Triple H uit de jaren negentig). Meer nog was dit voor Triple H het sein om zijn legendarische worstelgroep Evolution (Triple H, Randy Orton & Batista) van stal te halen om "Rollins, Reigns en Ambrose [The Shield] voor de eeuwigheid uit te roeien".
Op 2 juni 2014, nadat "Evolution" twee keer had verloren van "The Shield" bij de evenementen Extreme Rules en Payback , verliet Batista de groep "Evolution " en later ook de WWE. Er heerste onvrede toen Triple H hun afspraak niet nakwam door Batista een kans op het WWE World Heavyweight Championship te ontnemen. Triple H zei toen dat als plan A niet werkte, hij nog steeds beschikte over een "Plan B". Later die avond bleek dat Rollins het plan B was, doordat Rollins zijn vrienden langs achter aanviel met een klapstoel en zich vervolgens bij Triple H en "Evolution" (toen ook bekend als "The Authority") voegde. Rollins verklaarde tijdens een interview met worstelcommentator Michael Cole dat hij vond dat "The Shield" zonder hem nooit een succes zou zijn geworden. Hij waande zich "de architect" van "The Shield" die voorts het recht had om zelf de groep op te doeken. Rollins sprak dat Ambrose en Reigns nooit zijn "broeders" waren en dat ze hem naar een hoger niveau brachten.

#### Mr. Money in the Bank (2014–2015)

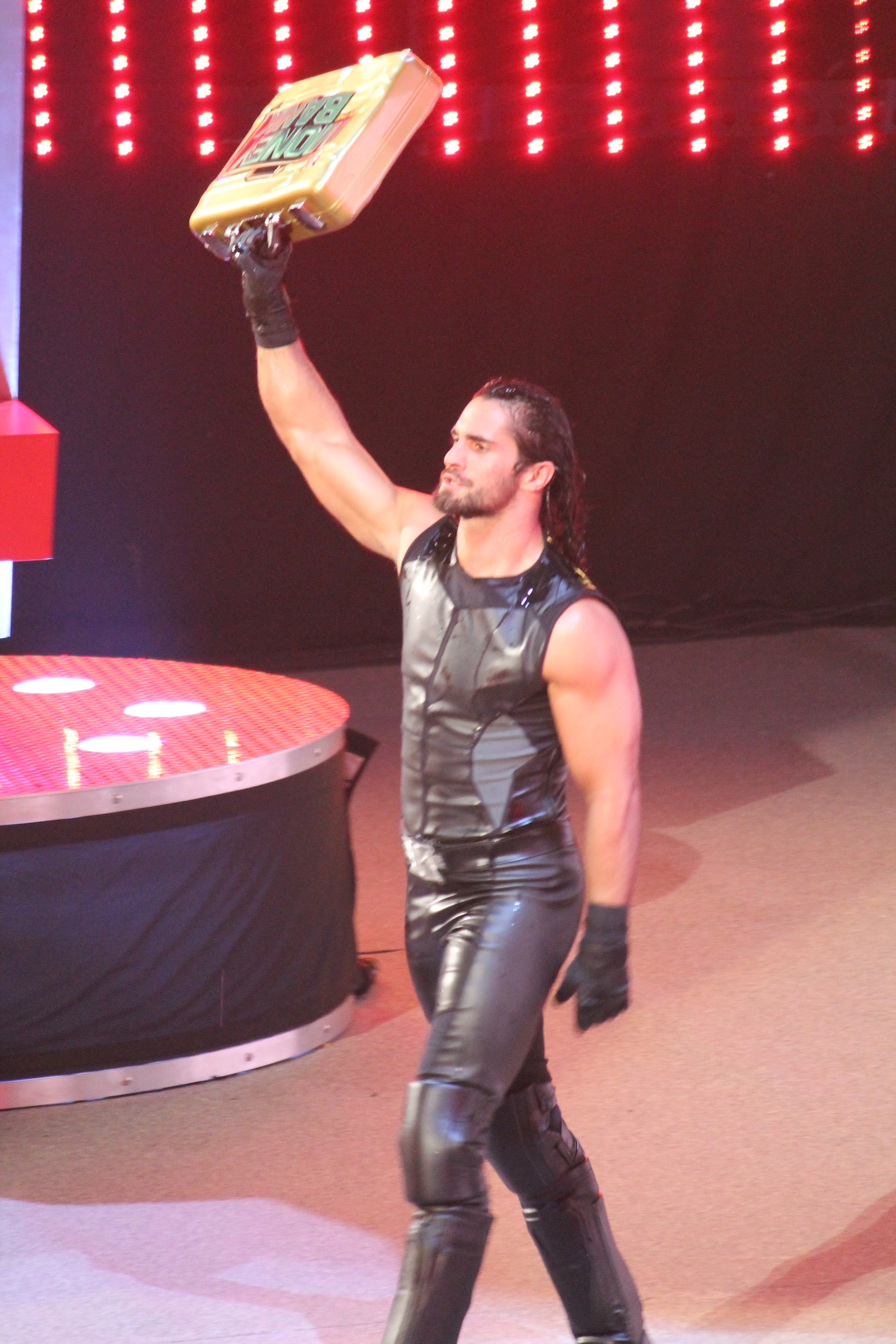
Rollins als Mr. Money in the Bank in september 2014

Rollins had na de breuk van The Shield een vete met Dean Ambrose , die culmineerde met een Hell in a Cell match bij het gelijknamig evenement in oktober 2014. Met de hulp van Bray Wyatt won Rollins deze wedstrijd, waarbij hij en Ambrose samen door de commentatorentafel vielen vanaf de "Cell".
Op 29 juni 2014 won Rollins de Money in the Bank-koffer bij het gelijknamig evenement. De volgende avond kondigde Ambrose aan dat, telkens als Rollins het contract zou willen inleveren voor een kans op het WWE World Heavyweight Championship, hij hem zou beletten de koffer in te leveren. Rollins en Ambrose zouden het tegen elkaar opnemen bij het evenement Battleground, maar de wedstrijd werd afgeblazen door Triple H omdat Rollins backstage door Ambrose werd aangevallen vlak voor de wedstrijd, waardoor Rollins als winnaar werd uitgeroepen wegens opgave/niet komen opdagen door Ambrose.
Rollins en Ambrose stonden ook tegenover elkaar bij het evenement SummerSlam in augustus 2014, waarbij Rollins een "Lumberjack match" won door Ambrose met de Money in the Bank-koffer te slaan (NB: een wedstrijd waarbij een dertigtal andere worstelaars rond de ring staan, de "lumberjacks"). Rollins zou het bij het volgende evenement, met name Night of Champions op 21 september 2014, gaan opnemen tegen Roman Reigns. Dat ging niet door omdat Reigns met spoed een (kayfabe) herniaoperatie moest ondergaan. Later die avond wilde Rollins de Money in the Bank-koffer inleveren en zijn contract gebruiken tegen de toenmalige WWE World Heavyweight Champion Brock Lesnar en diens uitdager John Cena, die Rollins' poging in de kiem smoorde. Cena verloor van Lesnar, die het WWE World Heavyweight Championship behield.
Op 23 november 2014 was Rollins de kapitein van "Team Authority" (namens zijn "mentor" Triple H en diens echtgenote Stephanie McMahon) bij het evenement Survivor Series in het kader van de traditionele "5-on-5 Survivor Series Elimination Tag Team match". Rollins en co (Luke Harper, Mark Henry, Rusev en Kane) verloren uiteindelijk van Team Cena (John Cena, Dolph Ziggler, Erick Rowan, Big Show en Ryback). Dolph Ziggler kwam tijdens deze wedstrijd in de schijnwerpers te staan en won de wedstrijd voor Team Cena met drie eliminaties aan het einde van de wedstrijd. Steve Borden (Sting) zijn debuut maakte voor de WWE. Sting viel Triple H aan en zorgde er voor dat Ziggler daarna Rollins als laatste kon elimineren. Op 14 december 2014 werd Rollins verslagen door Cena in een "Tables match" bij het evenement Tables, Ladders and Chairs, om de uitdager van Brock Lesnar aan te duiden. Desniettegenstaande werd Rollins uitdager voor Lesnars WWE World Heavyweight Championship. Rollins en Cena werden verslagen door titelverdediger Brock Lesnar voor het WWE World Heavyweight Championship bij het evenement Royal Rumble op 25 januari 2015. De wedstrijd is een klassieker.

#### WWE World Heavyweight Championship & knieblessure (2015)
Rollins diende op 31 maart 2015 succesvol de Money in the Bank-koffer in bij het evenement WrestleMania 31 en kroonde zich voor het eerst in zijn carrière tot WWE World Heavyweight Champion. Rollins diende de koffer in tegen WWE World Heavyweight Champion Brock Lesnar en diens rechtstreekse uitdager Roman Reigns. Rollins was de eerste worstelaar die de koffer gebruikte bij WrestleMania. Eerder versloeg Randy Orton Rollins bij het evenement. Rollins veroverde het WWE United States Championship van John Cena bij het evenement SummerSlam op 23 augustus 2015, met dank aan de tv-presentator Jon Stewart (zestien jaar presentator van The Daily Show) , waarna hij het WWE United States Championship echter wel opnieuw moest doorgeven aan Cena bij het evenement Night of Champions. Rollins droeg tussen de beide evenementen twee titelriemen en was tijdens deze bewuste regeerperiodes de eerste worstelaar die zowel het WWE World Heavyweight Championship als het WWE United States Championship tezelfdertijd heeft gedragen. Rollins was diezelfde avond, namelijk op 20 september 2015, ook de allerlaatste WWE-tegenstander van de iconische worstelaar Sting. Rollins won de wedstrijd en Sting noemde Rollins na afloop de beste worstelaar met wie hij ooit werkte.
Rollins worstelde daarna een kort programma tegen zijn voormalige "The Authority"-partner Kane  met onder meer een overwinning tegen hem bij het evenement Hell in a Cell op 25 oktober 2015 , een verhaallijn die vervroegd werd beëindigd vanwege een zware knieblessure die Rollins opliep 4 november 2015. Tijdens een wedstrijd tegen Kane – bij een Europese tournee in Dublin, Ierland – scheurde Rollins zijn voorste kruisband en meniscus af na het uitvoeren van een mislukte Sunset-flip Powerbomb-worstelbeweging. Rollins scheurde daarbij de voorste kruisband van zijn rechterknie af. Hij was zes tot negen maanden buiten strijd, miste het evenement WrestleMania 32  en het WWE World Heavyweight Championship van Rollins werd toen vacant gesteld. Roman Reigns won bij het evenement Survivor Series het kampioenschap, op 22 november 2015. Reigns deed dat via toernooiwinst; Reigns versloeg in de finale Dean Ambrose, hoewel Sheamus meteen daarna zijn Money in the Bank-koffer gebruikte tegen Reigns en de riem droog overnam.

#### Terugkeer (2016)

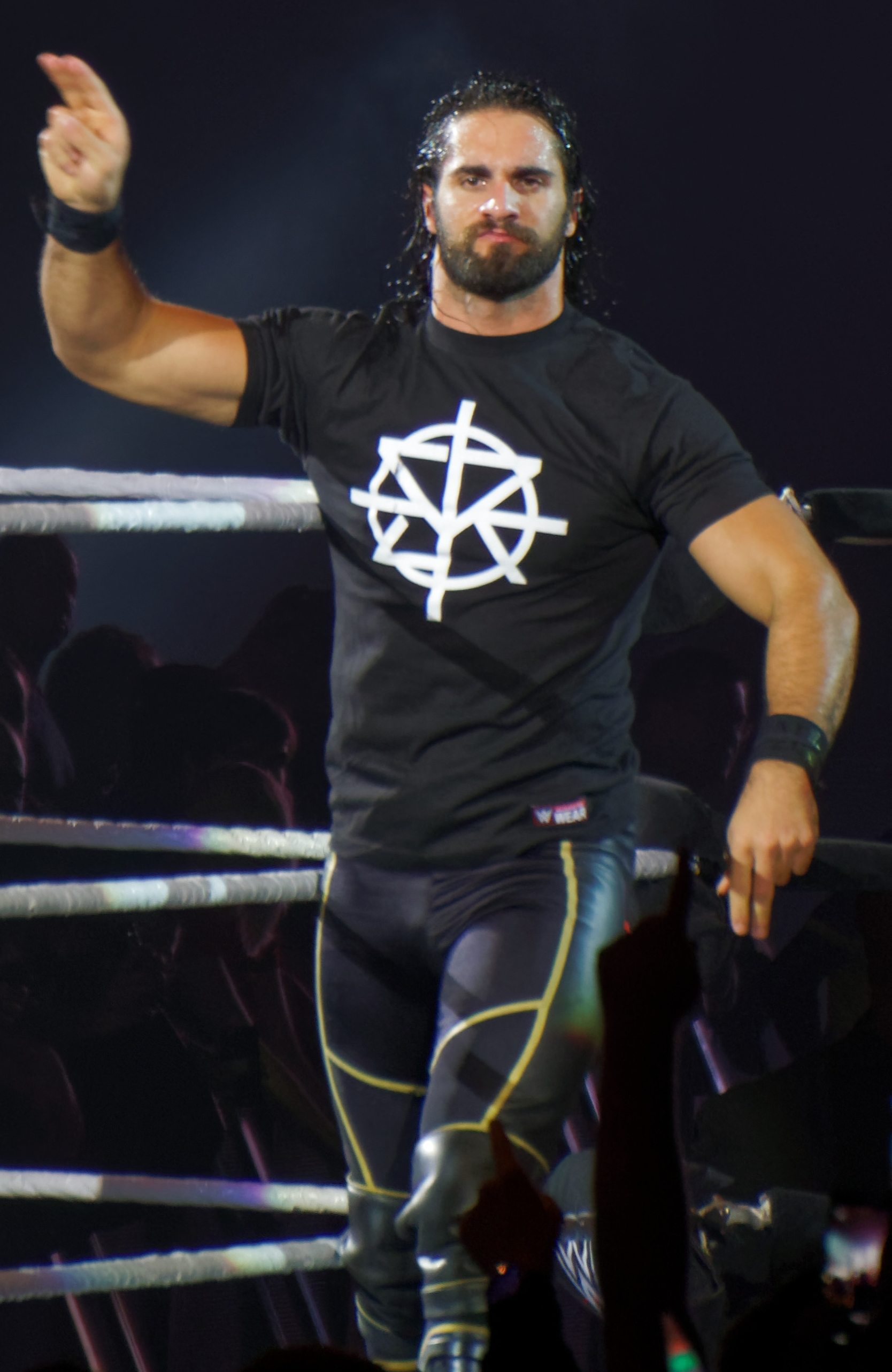
Rollins in september 2016

Op 22 mei 2016, bij het evenement Extreme Rules, keerde Rollins vroeger dan verwacht terug en viel hij Roman Reigns aan, zijn voormalige teamgenoot in The Shield. Tijdens een aflevering van Monday Night Raw op 23 mei 2016 werd bekendgemaakt dat Rollins het zou moeten opnemen tegen Reigns voor het WWE World Heavyweight Championship bij het evenement Money in the Bank. Hij versloeg Reigns en won de titel, maar zijn andere voormalige vriend Dean Ambrose diende zijn Money in the Bank-koffer in en werd na 9 seconden de nieuwe World Heavyweight Champion. Het evenement is volgens waarnemers memorabel omdat alle leden van "The Shield" op dezelfde avond het WWE World Heavyweight Championship hebben gedragen.
Rollins eiste in juli 2016 een herkansing bij het evenement Battleground, maar daarbij verloren Reigns en Rollins allebei van Ambrose. Rollins vocht bij het evenement SummerSlam om een kakelverse titel, met name het WWE Universal Championship, en worstelde tegen Finn Bálor. Rollins verloor, maar omdat Bálor een blessure opliep werd de titel vacant gesteld.
Een week later nam Rollins het voor de titel op tegen Reigns, Big Cass en Kevin Owens, tijdens een aflevering van Raw op 29 augustus 2016. Rollins kon echter niet winnen omdat zijn mentor Triple H plots opdook en Reigns aanviel, die uitgeschakeld werd door Rollins. Rollins werd nadien zelf door Triple H aangevallen en dus verraden door zijn mentor, tot grote consternatie van de aanwezige fans. Daardoor kon Rollins het vergeten en werd Owens de Universal Champion.
Bij het evenement Clash of Champions, op 25 september 2016, kreeg Rollins opnieuw een kans op het WWE Universal Championship. Rollins verloor echter van Kevin Owens. Daarna kreeg Rollins nog een kans op het WWE Universal Championship, in een Hell in a Cell match tegen titelverdediger Kevin Owens bij het evenement gelijknamig evenement op 30 oktober 2016. Rollins kon opnieuw de titel niet winnen. Bij het evenement Survivor Series, op 20 november 2016, werd Rollins gekozen voor "Team Raw" samen met Kevin Owens, Chris Jericho, Roman Reigns en Braun Strowman, maar ze konden niet winnen van "Team SmackDown!", dat bestond uit A.J. Styles, Dean Ambrose, Randy Orton, Shane McMahon en Bray Wyatt. Tijdens de aflevering van Raw na het evenement Survivor Series kon Rollins de titel alweer niet winnen van Owens, ditmaal mede door tussenkomst van Chris Jericho. Rollins viel dan ook Jericho aan. Dat resulteerde in een wedstrijd tegen Jericho bij het evenement Roadblock: End of the Line op 18 december 2016, die hij winnend afsloot.

#### Ruzie met Hunter Hearst Helmsley (2017)
Rollins kondigde tijdens een aflevering van Monday Night Raw op 9 januari 2017 aan dat hij zou deelnemen aan de traditionele Royal Rumble, maar verloor Rollins zijn plaats in de Rumble aan Sami Zayn nadat hij werd afgeleid door het themalied van Triple H. Het lied speelde af, maar Triple H kwam niet tevoorschijn, opdat Zayn een verwarde Rollins kon verslaan. Bij het evenement NXT TakeOver: San Antonio verraste Rollins door Triple H, oprichter van WWE NXT, uit te dagen. Rollins' carrière werd gelanceerd in NXT.
Triple H stuurde Samoa Joe op hem af, die zijn debuut maakte in het programma Raw. Op 30 januari 2017 liep Rollins een blessure aan zijn knie op in een worstelpartij tegen Samoa Joe, toen hij Samoa Joe door een commentatorentafel wilde gooien, waardoor Rollins dreigde WrestleMania te missen. Tijdens een aflevering van Raw op 27 februari 2017, liet Triple H hem duidelijk verstaan dat hij zich niet bij WrestleMania 33 moest vertonen. Rollins reageerde en zei dat hij zeker aanwezig zou zijn. Uiteindelijk had Rollins toch een wedstrijd met Triple H bij WrestleMania 33, die hij ook wist te winnen.
Na zijn overwinning bij WrestleMania 33 had Rollins een korte verhaallijn naast Samoa Joe dat leidde tot een confrontatie bij het evenement Payback op 30 april 2017, waar hij Samoa Joe versloeg. Bij het evenement Extreme Rules nam Rollins deel aan een wedstrijd waarin men bepaalde wie de uitdager voor het WWE Universal Championship van Brock Lesnar zou worden. Rollins moest het opnemen tegen Samoa Joe, Roman Reigns, Bray Wyatt en Finn Bálor en uiteindelijk verloor hij van Samoa Joe.

#### Reünie van "The Shield" (2017-2019)

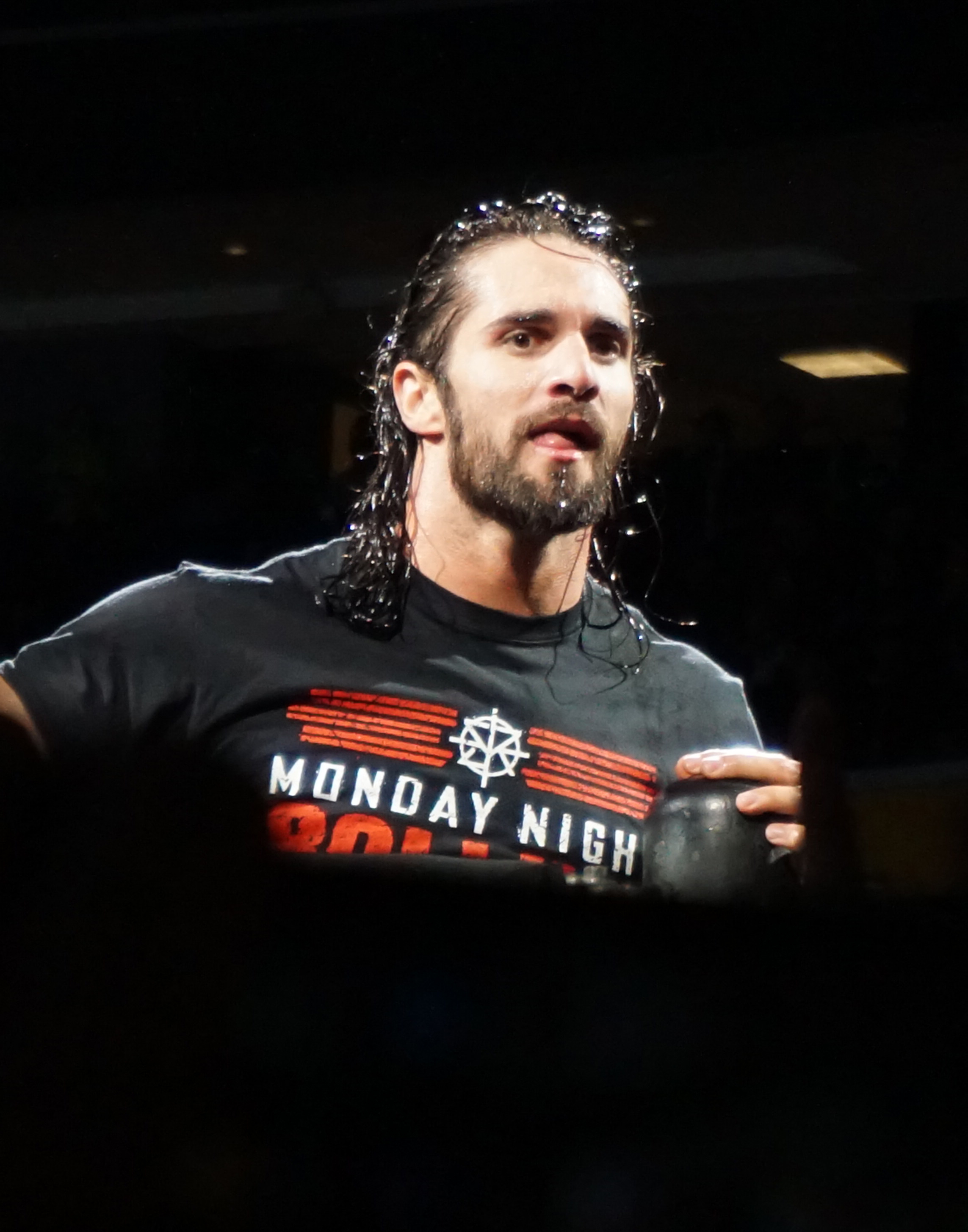
Seth Rollins in 2018

In de zomer van 2017 kwam Dean Ambrose nog eens terug op het feit dat hij Rollins niet vertrouwde omdat Rollins hun vroegere team The Shield in de steek had gelaten. Rollins en Ambrose groeiden echter opnieuw naar elkaar toe. Uiteindelijk vormden ze terug een tag team op 14 augustus 2017. Hun eerste wedstrijd na de verbroedering was bij het evenement SummerSlam in augustus 2017 tegen kampioenen Cesaro en Sheamus en veroverden het WWE Raw Tag Team Championship.
Rollins en Ambrose wisten de titels te behouden bij het evenement No Mercy in september 2017. Tijdens een aflevering van Raw op 9 oktober 2017 waren ze officieel voor het eerst sinds 2014 als "The Shield" te zien op televisie. Bij het evenement TLC: Tables, Ladders & Chairs in oktober 2017 worstelde "The Shield" een wedstrijd tegen het team van Braun Strowman, Cesaro, Kane, The Miz en Sheamus, maar wegens ziekte kon Roman Reigns niet deelnemen. Zijn plaats werd ingenomen door Kurt Angle. "The Shield" won de wedstrijd.
In februari 2018 nam Rollins met zes anderen deel aan een Elimination Chamber match voor een kans op het WWE Universal Championship bij het evenement WrestleMania 34, maar verloor. Hij werd, behalve winnaar Roman Reigns, evenals alle anderen inclusief John Cena geëlimineerd door Braun Strowman. Op 8 april 2018 voltooide Rollins het Grand Slam Championship na het behalen van zijn eerste WWE Intercontinental Championship bij het evenement WrestleMania 34, waar hij The Miz en Finn Bálor versloeg. Rollins kon de titel een maand later behouden met een overwinning tegen The Miz bij het evenement Backlash, maar speelde het WWE Intercontinental Championship kwijt aan Dolph Ziggler op 18 juni 2018, met dank aan Drew McIntyre. Rollins heroverde het kampioenschap van Ziggler in augustus bij het evenement SummerSlam.
"The Shield" ging door tot de herfst van 2018, toen hij door Ambrose werd verraden en Roman Reigns te horen kreeg dat hij leukemie had. Reigns herstelde en keerde terug op 25 februari 2019. "The Shield" kwam vervolgens terug samen.

#### WWE Universal Champion (2019-heden)
In maart 2019 ging The Shield als "vrienden voor het leven" uit elkaar. Op 7 april 2019, bij het evenement WrestleMania 35, versloeg hij op een sluwe manier Brock Lesnar en veroverde voor het eerst in zijn carrière het WWE Universal Championship. Rollins versloeg A.J. Styles bij het evenement Money in the Bank in mei 2019. In juli 2019 verloor Rollins het WWE Universal Championship opnieuw aan Brock Lesnar, die verrassend zijn Money in the Bank-koffer met succes tegen hem gebruikte voor een titelkans bij het evenement Extreme Rules.

## In het worstelen
- Finishers
  - Als Seth Rollins
    - Kingslayer
    - Pedigree
    - Avada Kedavra
    - Curb Stomp
    - Peace of Mind / Blackout
    - Diving Knee Kick

  - Als Tyler Black

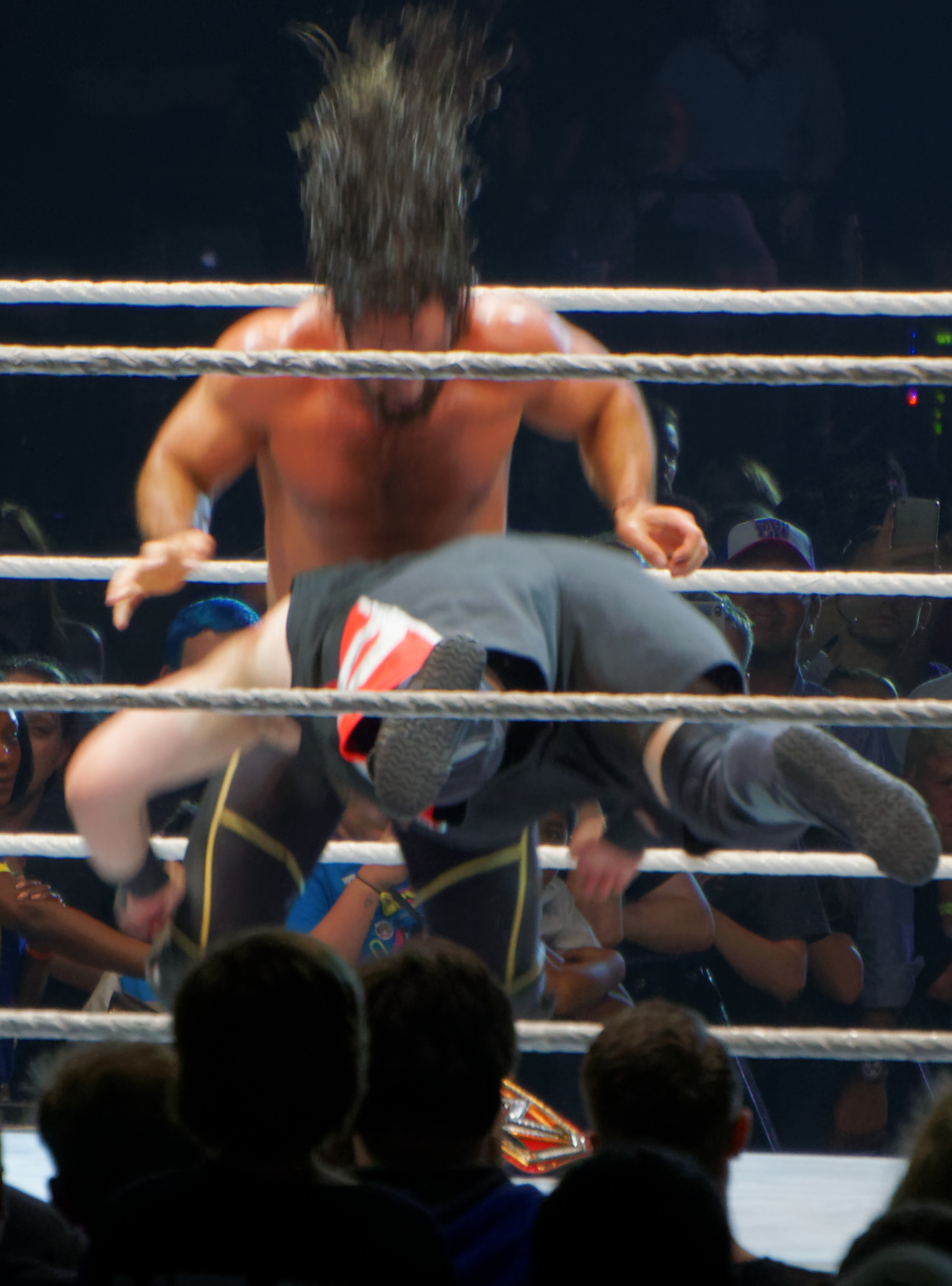
Seth Rollins voert een Pedigree uit op Kevin Owens

    - God's Last Gift / Small Package Driver
    - Paroxysm
    - Phoenix splash
    - Superkick

- Signature moves
  - Diving splash
  - Fireman's carry facebuster
  - Flatliner to the turnbuckle
  - Inverted hurricanrana
  - Meerdere "kick" variaties
    - Back heel
    - Back heel sweep
    - Big boot
    - Drop
    - Enzuigiri
    - Jumping corkscrew roundhouse

  - Running forearm
  - Running shooting star press
  - Springboard clothesline
  - Standing moonsault
  - Suicide dive
  - Turnbuckle powerbomb

- Managers
  - Lacey
  - Rain
  - Allison Wonderland
  - Mr. Milo Beasley
  - Triple H
- bijnamen
  - Mr. money in the bank
  - The Kingslayer
  - The Beastslayer

## Prestaties
- Absolute Intense Wrestling

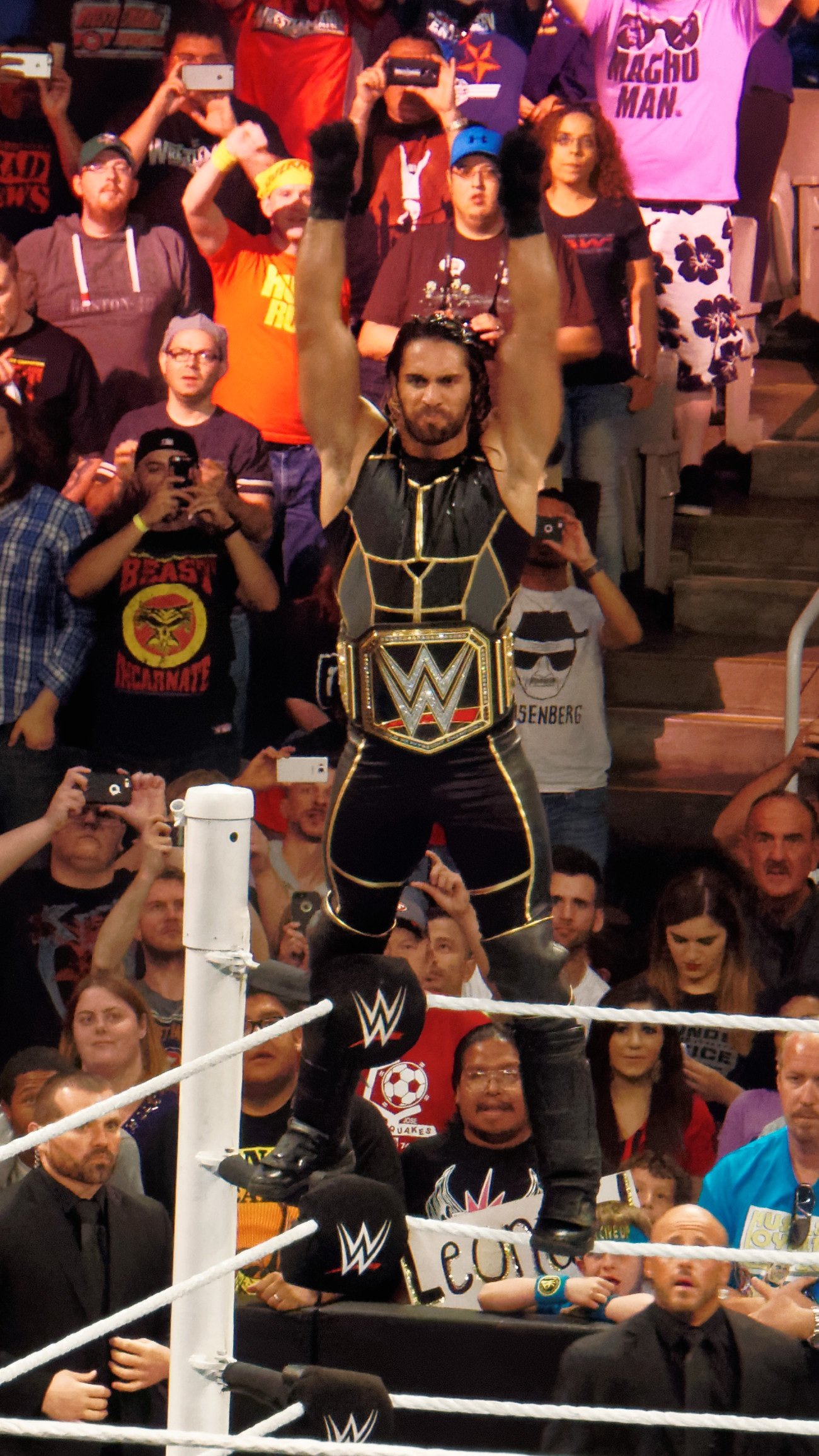
Seth Rollins met het WWE World Heavyweight Championship in 2015

  - AIW Intense Division Championship (1 keer)

- All American Wrestling
  - AAW Heavyweight Championship (2 keer)
  - AAW Tag Team Championship (2 keer; met Marek Brave (1x) en Jimmy Jacobs (1x))

- Florida Championship Wrestling / NXT Wrestling
  - FCW Florida Heavyweight Championship (1 keer)
  - FCW 15 Championship (1 keer)
  - FCW Florida Tag Team Championship (1 keer; met Richie Steamboat)
  - FCW Grand Slam Championship (1ste)
  - Jack Brisco Classic Tournament (2011)
  - Gold Rush Tournament (2012)

- Full Impact Pro
  - FIP World Heavyweight Championship (1 keer)

- Independent Wrestling Association Mid-South
  - IWA Mid-South Light Heavyweight Championship (1 keer)

- Mr. Chainsaw Productions Wrestling

- - MCPW World Heavyweight Championship (1 keer)

- NWA Midwest
  - NWA Midwest Tag Team Championship (1 keer; met Marek Brave)

- Pro Wrestling Guerrilla
  - PWG World Tag Team Championship (1 keer; met Jimmy Jacobs)

- Ring of Honor
  - ROH World Championship (1 keer)
  - ROH World Tag Team Championship (2 keer; met Jimmy Jacobs)
  - Survival of the Fittest (2009)

- Scott County Wrestling
  - SCW Heavyweight Championship (1 keer)

- NXT Wrestling
  - NXT Championship (1 keer, eerste titelbehouder)

- WWE
  - WWE Tag Team Championship (4 keer; met Roman Reigns (1x), Dean Ambrose (2x) Jason Jordan (1x) en Braun Strowman (1x)
  - Money in the Bank (2014)
  - WWE World Heavyweight Championship (2 keer)
  - United States Championship (1 keer, eerste worstelaar die het US en WWE Championship tegelijk hield)
  - WWE Intercontinental Championship (2 keer)
  - Royal Rumble (1 keer, 2019)
  - WWE Universal Championship (2 keer)
  - Triple Crown Championship (29e)
  - Grand Slam Championship (19e)